# ABN AMRO World Tennis Tournament 2000
ABN AMRO World Tennis Tournament 2000 — тенісний турнір, що проходив на кортах з твердим покриттям у місті Роттердам, Нідерланди з 14 лютого . Належав до категорії ATP International Series Gold, був турніром серії Rotterdam Open 2000 року.

## Фінальна частина

### Одиночний розряд
Седрік Пйолін —  Тім Генман 6–7(3–7), 6–4, 7–6(7–4)

### Парний розряд
Девід Адамс /  Джон-Лаффньє де Ягер —  Тім Генман /  Євген Кафельников 5–7, 6–2, 6–3